# École nationale supérieure d'informatique et de mathématiques appliquées
 (décembre 2022).
L'École nationale supérieure d'informatique et de mathématiques appliquées (Ensimag) est une grande école d'ingénieurs du groupe Grenoble INP. Fondée en 1960 par le mathématicien Jean Kuntzmann, elle est spécialisée en informatique, mathématiques et télécommunications. C'est l'une des 204 écoles d'ingénieurs françaises accréditées au 1er septembre 2020 à délivrer un diplôme d'ingénieur.
Située sur le domaine universitaire de Grenoble, sur le territoire de la commune de Saint-Martin-d'Hères, l'Ensimag est à proximité de la plupart des écoles supérieures et des laboratoires de recherche de la communauté Université Grenoble-Alpes.
Elle est membre de la Conférence des grandes écoles et école partenaire de l'École polytechnique.

## Historique
En 1947, le premier enseignement de mathématiques appliquées en France est créé à l'Institut polytechnique de Grenoble par Jean Kuntzmann, sur demande de Félix Esclangon. Il s'agit alors d'un cours de mathématiques à l'usage des ingénieurs intitulé « Techniques mathématiques pour la physique ». Le cours est aussi dispensé dès l'année suivante à la Faculté des Sciences de Grenoble. Il attire alors jusqu'à 800 étudiants.
La section spéciale « Mathématiques appliquées » de l'Institut polytechnique de Grenoble est inaugurée en 1957 par Jean Kuntzmann. Destinée à des ingénieurs déjà diplômés, elle dure un an et accueille cinq élèves pour sa première promotion. Le sigle IMAG (« Ingénieur en mathématiques appliquées de Grenoble ») apparaît pour la première fois sur les diplômes. Il deviendra peu à peu « Informatique et mathématiques appliquées de Grenoble » quand le mot informatique sera créé en 1962.
En 1960, la section spéciale devient une section normale en trois ans de l'École nationale supérieure d'électronique, d'hydraulique, de mathématiques appliquées et de génie physique de Grenoble,. Vingt places sont proposées sur concours et une première promotion de treize élèves sort en 1963.
Quand l'Institut polytechnique de Grenoble obtient le statut d'université en 1970, la section normale devient une ENSI et prend le nom ENSIMAG (« École nationale supérieure d'informatique et de mathématiques appliquées de Grenoble »). Les promotions grossissent de 40 étudiants en 1965 à 120 étudiants en 1980. L'école étend peu à peu son offre de formations. En 1988, elle est la première en France à ouvrir une spécialité qui mêle finance, informatique et mathématiques appliquées,. En 1999, elle accueille dans ses locaux le Département Télécommunications de l'INPG en association avec l'ENSERG.
En 2007, l'Institut national polytechnique de Grenoble modifie ses statuts et devient Grenoble INP, un Grand établissement. Les formations d'ingénieurs sont alors réorganisées : l'ENSIMAG et le Département Télécommunications fusionnent pour créer l'Ensimag (« École nationale supérieure d'informatique et de mathématiques appliquées »).

### Campus
L'Ensimag est située sur le domaine universitaire de Grenoble. Les bâtiments actuels de l'école sont attenants à ceux de l'UFR Informatique, mathématiques et mathématiques appliquées (« UFR IM2AG ») de l'université Grenoble-Alpes. Ils sont à proximité de l'ancien bloc historique de l'IMAG, premier bâtiment du campus créé en 1963 pour accueillir un IBM 7044,, où avaient lieu les travaux pratiques de programmation.
À partir des années 1980, de nouveaux locaux sont construits pour pallier la croissance rapide des effectifs de l'école,. De 2000 à 2014, l'Ensimag possède une antenne pour la recherche et l'enseignement dans le parc Inovallée à Montbonnot-Saint-Martin.
En 2015, l'Ensimag obtient une partie du bâtiment Ampère de l'Ense3 qui déménage dans le pôle GreEn-ER.

## Admission
En première année, l'école recrute principalement sur le concours commun des instituts nationaux polytechniques (CCINP) des étudiants issus des filières de classes préparatoires MP, MPI, PC, PSI et PT. Une admission sur titre est possible pour les étudiants issus de DUT, L2 ou L3. Enfin d'autres élèves proviennent de la Prépa des INP.
En deuxième année, une dizaine de places est proposée aux titulaires d'une L3 ou d'un M1. Depuis 1984, l'Ensimag est une école partenaire de l'École polytechnique,.

## Formation
L'école offre une formation basée à la fois sur les mathématiques appliquées (analyse numérique, probabilités, statistiques, traitement d'images, etc.), l'informatique théorique (algorithmique, théorie des langages, recherche opérationnelle, etc.), l'informatique (programmation, génie logiciel, bases de données, sécurité, etc.) et les télécommunications.

### Formation d'ingénieur

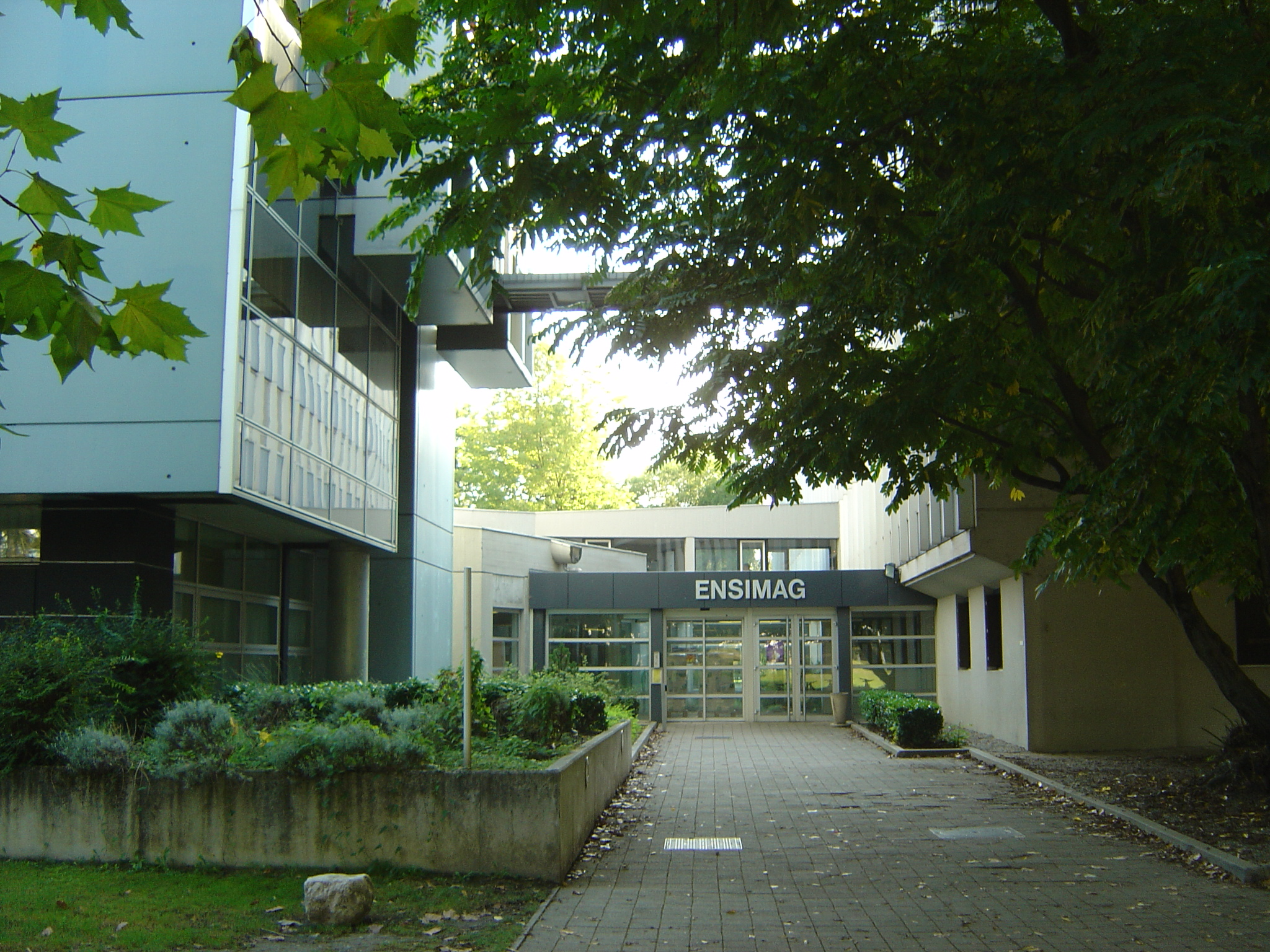
Entrée de l'Ensimag

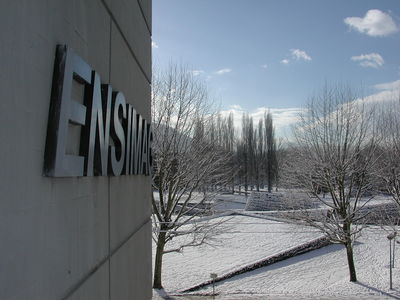
Paysage depuis le bâtiment de l'Ensimag

La formation d'ingénieur se déroule en trois ans. Après une première année de tronc commun, les étudiants font le choix d'une des trois filières proposées :
- ingénierie pour la finance ;
- ingénierie des systèmes d'information ;
- modélisation mathématique, images et simulation ;

L'Ensimag propose depuis 2009 une formation d'ingénieur en alternance centrée sur l'informatique et les systèmes d'information.

### Masters
L'école permet de préparer les masters suivants :
- Master of Science in Informatics (MoSIG, avec l'Université Grenoble-Alpes) ;
- Master in Operations Research, Combinatorics and Optimization (ORCO, avec l'Université Grenoble-Alpes) ;
- Master CyberSecurity (CySec, avec l'Université Grenoble-Alpes) ;
- Master of Science in Industrial and Applied Mathematics (MSIAM, avec l'Université Grenoble-Alpes) ;
- Master Management, spécialité Administration des entreprises (avec l'IAE) ;
- Master Techniques, sciences, démocratie (avec l'Institut d'études politiques de Grenoble) ;
- Master Finance quantitative - master Sciences financières et actuarielles ;
- Master Réseaux Informatiques d'Entreprise (RIE, avec l'Université Grenoble-Alpes) en formation continue ou en alternance.

### Diplômes d'établissement
L'Ensimag propose, en partenariat avec Grenoble École de management, un Mastère spécialisé Big Data ainsi qu'une formation sur le Big Data destinée aux personnes Asperger,. Depuis 2016, elle dispense aussi avec l'Ense3 une formation continue sur les réseaux électriques intelligents (smartgrids) en un an.

## Classements
Classements nationaux (classée en tant que Grenoble INP - Ensimag au titre de son diplôme d'ingénieur)
| Nom                                      | Année | Rang |
| ---------------------------------------- | ----- | ---- |
| DAUR Rankings                            | 2022  | 16   |
| L’Étudiant                               | 2024  | 14   |
| L’Usine Nouvelle                         | 2021  | 18   |
| Le Figaro Étudiant[pertinence contestée] | 2022  | 14   |

Classements internationaux (classée en tant qu'Université Grenoble Alpes)
| Nom                    | Année     | Rang (monde) | Rang (France) |
| ---------------------- | --------- | ------------ | ------------- |
| CWUR                   | 2022-2023 | 147          | 8             |
| QS Top Universities    | 2024      | 294          | 8             |
| Shanghai Ranking       | 2023      | 101-150      | 5             |
| Times Higher Education | 2024      | 301-350      | 7             |

## Recherche
De 10 à 15 % des étudiants de l'Ensimag choisissent chaque année d'effectuer un doctorat après le cursus ingénieur. Une introduction à la recherche est possible en deuxième année à travers un stage d'une demi-journée par semaine encadré par un chercheur pendant un semestre, ou à travers un projet dans le fab lab de l'école.
L'Ensimag est associée au collège doctoral de la Communauté Université Grenoble-Alpes et aux laboratoires de recherche suivants à Grenoble :
- CERAG, Centre d’Études et de Recherches Appliquées à la Gestion ;
- G-SCOP, Sciences pour la Conception, l'Optimisation et la Production de Grenoble ;
- GIPSA-lab, Grenoble images parole signal automatique ;
- ICA, Informatique et Création Artistique ;
- IMEP, Institut de Microélectronique, Électromagnétisme et Photonique ;
- LIG, Laboratoire d'informatique de Grenoble ;
- LJK, Laboratoire Jean Kuntzmann ;
- TIMA, Techniques de l'Informatique et de la Microélectronique pour l'Architecture d'ordinateurs ;
- TIMC-IMAG, Ingénierie et informatique médicale ;
- VERIMAG, Systèmes embarqués ;

L'Ensimag est aussi associée aux laboratoires internationaux suivants :
- LAFMIA, Laboratoire Mixte Franco-Mexicain d'Informatique et d'Automatique Appliquée (avec l'UGA, l'UTC, le Cinvestav (en) et le CONACYT (en)) ;
- LICIA, Laboratoire International en Calcul Intensif et Informatique Ambiante (avec le LIG, le CNRS, l'Inria et l'Université fédérale du Rio Grande do Sul) ;
- MICA, Multimédia, Information, Communication et Applications (avec le CNRS et l'Institut polytechnique de Hanoï).

## Vie associative

### Associations étudiantes
Le Cercle des élèves de l'Ensimag est une association étudiante, élue chaque année par les élèves parmi des listes composées d'élèves de première année. Elle est chargée d'organiser une grande partie des événements étudiants de l'Ensimag, et est responsable de l'intégration de ceux-ci au sein de l'école. Elle est aidée dans sa tâche par le bureau des sports (BDS) et le bureau des arts (BDA). Ces deux associations sont aussi élues à la suite d'une campagne d'un mois.

## Personnalités liées à l'école

### Anciens élèves
- Jean-Pierre Aguilar, fondateur de Capital Fund Management
- Manuel Bompard, homme politique
- Florent Castelnérac, directeur de Nadeo
- Marc Chérèque, ex-président du FC Grenoble Rugby
- Alain Colmerauer, initiateur du langage de programmation Prolog
- Michel Cosnard, ex-président-directeur général de l'Inria et président de l'Hcéres
- Christophe Fabre (en), président-directeur général d'Axway
- Pierre Fraigniaud, chercheur en informatique, lauréat de la médaille d'argent du CNRS
- Françoise Gri, ex-directrice générale du groupe Pierre & Vacances-Center Parcs, ex-présidente-directrice générale de Manpower et d'IBM France
- Omezzine Khelifa, femme politique et militante tunisienne
- Jean Bernard Lasserre, mathématicien, lauréat du prix de théorie John-von-Neumann et du prix Lagrange en optimisation continue
- Jean-Claude Latombe (en), professeur émérite de robotique à l'université Stanford
- Ludovic Le Moan, président-directeur général de Sigfox et ex-membre du Conseil national du numérique
- Serge Marguet, ingénieur et spécialiste de la physique des réacteurs nucléaires
- Jean-Philippe Nault, évêque de Digne
- Lucas Nussbaum (en), chef du projet Debian
- Marie-Elisabeth Paté-Cornell (en), professeure spécialiste en Analyse de risque à l'université Stanford
- Edwige Pitel, coureuse cycliste
- Guy Tisserant, ex-champion paralympique de tennis de table
- Cléa Martinez, skieuse française
- Hélène Lœvenbruck (1968-), linguiste et chercheuse française.
- Jean-Pierre Verjus, chercheur en informatique, Chevalier de la Légion d'honneur, Ex-Directeur de l'IRISA

### Enseignants-chercheurs
- Sihem Amer-Yahia, spécialiste en analyse des données
- Marie-Paule Cani, spécialiste de la synthèse de mondes virtuels animés
- Pierre Genevès, chercheur en science des données
- Jean Kuntzmann, algébriste, chercheur en analyse numérique et fondateur de l'Ensimag
- Stefanie Hahmann, spécialiste de la modélisation géométrique, prix Gay-Lussac Humboldt
- Roger Mohr, spécialiste de la vision par ordinateur et ex-directeur de l'Ensimag
- Brigitte Plateau, chercheuse en systèmes répartis et parallèles et ex-directrice de l'Ensimag
- Marie-Christine Rousset, chercheuse en représentation des connaissances
- Jocelyne Troccaz, spécialiste de l'imagerie et de la robotique médicale
- Cordelia Schmid, spécialiste de la vision par ordinateur
- Joseph Sifakis, spécialiste des systèmes embarqués critiques, Prix Turing

### Directeurs
Les débuts de la section spéciale et de l'Ensimag ont permis à Jean Kuntzmann de grossir les rangs de ses équipes de recherche,. Ainsi, en 1963, plus d'un tiers de la première promotion de l'école s'insère dans la recherche académique grenobloise. Les premiers directeurs des formations, parmi lesquelles l'Ensimag, et des laboratoires grenoblois en informatique ont le plus souvent été étudiants de thèse de Kuntzmann,.
Brigitte Plateau devient administratrice générale de l'Institut polytechnique de Grenoble en 2012.
| Nom                 | Début | Fin  | Domaines de recherche                                             |
| ------------------- | ----- | ---- | ----------------------------------------------------------------- |
| Jean Kuntzmann      | 1957  | 1973 | Mathématiques appliquées                                          |
| Pierre-Jean Laurent | 1973  | 1980 | Analyse numérique, modélisation géométrique                       |
| Gérard Veillon      | 1980  | 1988 | Traduction automatique                                            |
| Jacques Mossière    | 1988  | 1993 | Systèmes d'exploitation, systèmes répartis                        |
| Guy Mazaré          | 1993  | 2003 | Systèmes embarqués, systèmes sur puce                             |
| Roger Mohr          | 2003  | 2008 | Vision par ordinateur                                             |
| Jacques Mossière    | 2008  | 2010 | Systèmes d'exploitation, systèmes répartis                        |
| Brigitte Plateau    | 2010  | 2012 | Évaluation de performance, systèmes répartis, systèmes parallèles |
| Yves Denneulin      | 2012  | 2017 | Calcul haute performance, architectures distribuées               |
| Jean-Louis Roch     | 2017  | 2022 | Algorithmique et programmation parallèle, cybersécurité           |
| Vivien Quema        | 2022  |      | Systèmes distribués                                               |